# Hobro
Hobro és una ciutat danesa de la península de Jutlàndia, és la capital del del municipi de Mariagerfjord que forma part de la regió de Nordjylland, ambdós creats l'1 de gener del 2007 com a part d'una reforma territorial. La ciutat ocupa un terreny de turons al fons d'un fiord d'uns 35 km, el Mariager Fjord, que la comunica amb l'estret del Kattegat. A uns dos quilòmetres a l'oest de la ciutat es troben les restes de la fortificació circular de Fyrkat, datada al 981 és la més antiga de Dinamarca.
La línia de ferrocarril entre Aalborg i Randers va ser inaugurada el 1869 amb una estació a la ciutat.